# 2K Czech
2K Czech ist ein tschechisches Computerspiel-Entwicklungsunternehmen mit Sitz in Brünn und einer weiteren Niederlassung in Prag.
Das Unternehmen wurde im Jahr 1997 als Illusion Softworks von Petr Vochozka und dem Risikokapitalgeber Cash Reform Group gegründet. Zu den erfolgreichsten Titeln des Unternehmens gehören Mafia: The City of Lost Heaven und Hidden & Dangerous.
Im Februar 2002 gründete Illusion Softworks gemeinsam mit Martin Zima in der Tschechischen Republik das Entwicklungsunternehmen Zima Soft. Derzeit entwickeln sie für die US-amerikanischen Publisher Take 2 Interactive und D3 Publisher. Geleitet wird das Unternehmen von CEO und Gründer Petr Vochozka.
Am 8. Januar 2008 wurde die Übernahme des Studios durch den Publisher Take 2 Interactive bekannt gegeben und es erfolgte die Umbenennung in 2K Czech.
Januar 2014 wurde Schließung des Studios in Prag von 2K Games bestätigt. Mitarbeiter wurden an die Standorte in Brünn und Kalifornien versetzt.

## Spiele
- 1999: Hidden & Dangerous
- 2000: Flying Heroes (gemeinsam mit Pterodon)
- 2000: Hidden & Dangerous: Fight for Freedom (Add-on; US-Titel Hidden & Dangerous: Devil's Bridge)
- 2002: Mafia: The City of Lost Heaven
- 2003: Vietcong (gemeinsam mit Pterodon)
- 2003: Hidden & Dangerous Deluxe (Hidden and Dangerous 1 mit Add-on Fight for Freedom als Gold Edition)
- 2003: Hidden & Dangerous 2
- 2004: Vietcong: Fist Alpha (Add-on) (gemeinsam mit Pterodon)
- 2004: Vietcong: Purple Haze (Gold Edition) (gemeinsam mit Pterodon & Coyote Developments)
- 2004: Hidden & Dangerous 2: Sabre Squadron (Add-on)
- 2004: Hidden & Dangerous 2: Courage Under Fire (limitierte Gold Edition)
- 2005: Vietcong 2 (gemeinsam mit Pterodon)
- 2010: Mafia II – für 2K Games
- 2011: Top Spin 4